# Mihály Vörösmarty
Mihály Vörösmarty (Pusztanyék, 1. prosinca 1800. – Pešta, 19. studenog 1855.) je mađarski pisac, pjesnik, dramatičar i pripadnik Mađarske akademije znanosti i Društva Kisfaludy. Jedan je od najznačajnijih figura mađarskog romantizma.

## Život
Potiče iz siromašne plemićke obitelji, studirao je pravo no nije dugo radio kao pravnik prije nego što je počeo profesionalno pisati i uzdržavati se svojim umjetničkim radom. Prva ljubav njegova života bila je Etelka Perczel, a druga od njega 22 godine mlađa Laura, koju je oženio i posvetio joj pjesmu Lauri (Laurához). 
Do 1820-ih piše pod utjecajem klasicizma, kasnije piše romantičnu introspektivnu poeziju. Najdraže su mu velike nacionalne teme i moral. U poeziji 1830-ih ne kritizira naciju već traži snagu za izgradnju bolje budućnosti. 
Nije sudjelovao u revoluciji 1848.

## Djela

### Pjesničke zbirke
- Proglas (Szózat, 1836.)
- U Guttenbergov album (A Guttenberg-albumba, 1839.)
- Ábránd (1843.)
- A merengőhöz (1843.)
- Keserű pohár (1843.)
- Razmišljanja u knjižnici (Gondolatok a könyvtárban, 1845.)
- Országháza (1845.)
- Ljudi (Az emberek, 1846.)
- Predgovor (Előszó, 1850.)
- Stari cigan (A vén cigány,1854.)

### Ostalo
- Zalánov bijeg (Zalán futása, 1825.) – nacionalni ep
- Csongor i Tünde (Csongor és Tünde, 1830.) – drama u pet činova